# آرك اريا
آرك اريا (بالإنجليزية: Ark Area)‏، هي لعبة فيديو يابانية من نوع شوتم أب، عرضت اللعبة على جهاز الأركيد سنة 1987، وأُعيدت الإصدار سنة 2017، وكانت من تطوير ونشر يو بي إل.